# Natation habillée
La natation habillée est une variante de la natation, au sens commun d’activité sportive. Également appelée nage habillée, elle se pratique en portant des vêtements habituels (chemisier, jean…) au lieu d'un maillot de bain peu couvrant comme c'est souvent le cas en Occident.
Les raisons sont pragmatiques et non culturelles : développement de l'endurance, musculation, apprentissage de la survie en milieu aquatique… 

## Bénéfices pour la santé

### Lutte contre l’hypothermie
Dans l’eau, les vêtements gardent leur propriété basique d’isolation thermique, y compris détrempés au-dehors (lorsque l’on sort de l’eau). Ils contribuent à garder la chaleur corporelle contre le corps, et donc à ralentir la sensation de froid. Ceci vaut même pour les vêtements habituels, ceux qui ne sont pas conçus pour les sports d’eau ni pour le sport en général (vêtements de compression qui collent à la peau et exercent même une certaine pression sur les muscles)… 
Toutefois, le vent peut rapidement refroidir le corps humain si l’on ne porte pas de vêtement coupe-vent, en particulier sur le haut du corps (phénomène de refroidissement éolien). Par ailleurs, la tête est le lieu de déperdition de chaleur pouvant aller jusqu’à 25 ou 30 %, il peut donc être utile de porter un coupe-vent ou un sweat-shirt à capuche.

### Musculation

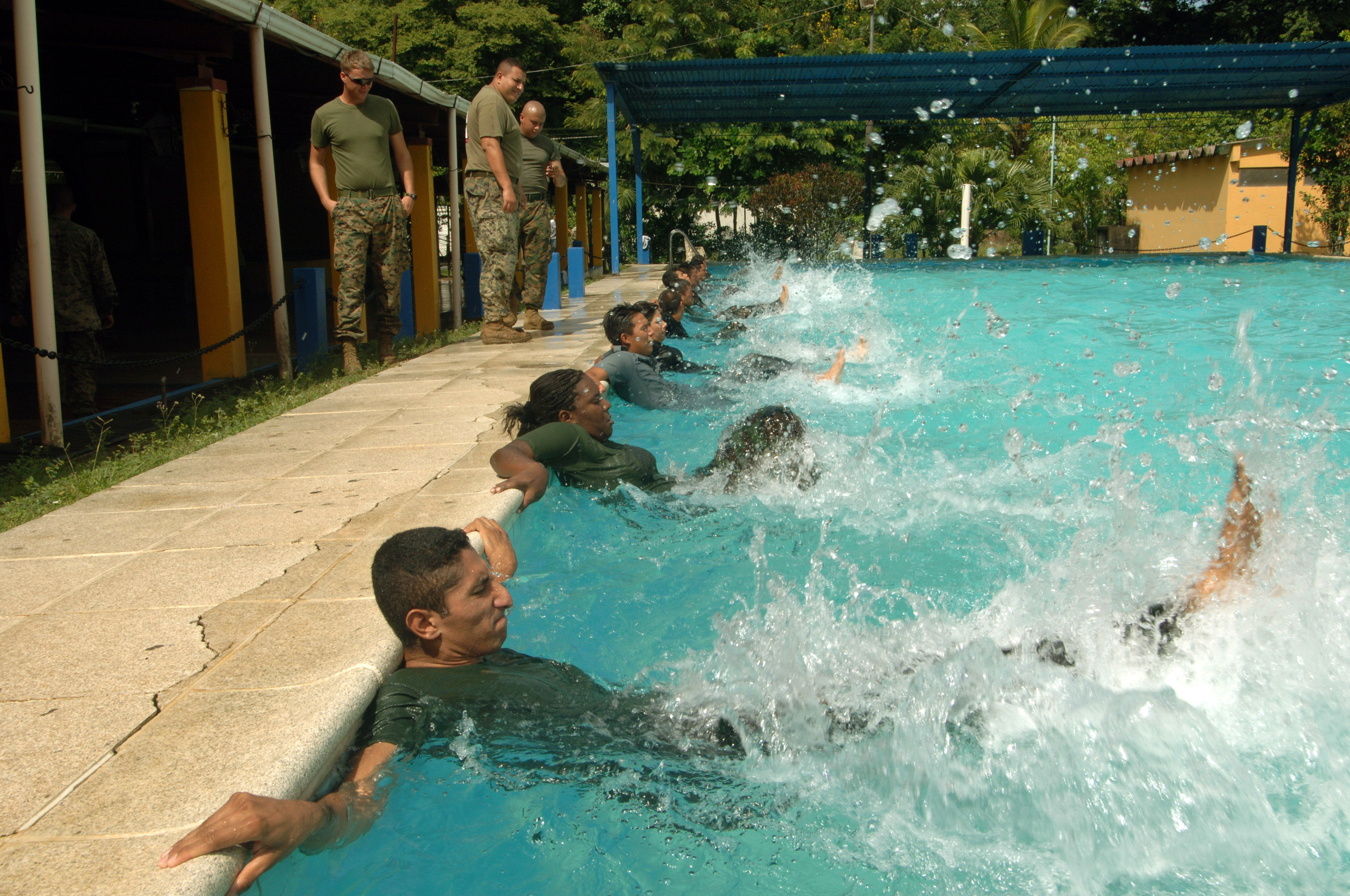
Des membres de la US Navy font un exercice d'aérobic

Les vêtements portés dans l’eau exercent une résistance qui contraint le nageur à recourir à plus de force pour parcourir la même distance. La pratique régulière de la natation avec vêtements contribue donc à renforcer la musculature. Même sans pratiquer la natation au sens académique ou olympique du terme, la pratique d’exercice physique dans l’eau développe les muscles, car l’eau exerce toujours une résistance supérieure à celle de l’air (même sans que l’on porte des vêtements classiques), d’où l'existence de disciplines comme l’aqua-gym ou l’aqua-bike.

### Endurance
La résistance créée par l’eau, les poches d'eau dans les vêtements et la gêne des membres (bras, jambes) ralentissent la propulsion et obligent le nageur à oxygéner davantage ses muscles, et donc à mieux respirer. La nage habillée pratiquée de manière régulière, comme toute activité physique courante, améliore l’endurance, c’est-à-dire la capacité de la personne à faire durer un effort physique dans le temps. Des sportifs peuvent inclure de la nage habillé(e) à leur programme d'entraînement dans le but de renforcer leur endurance et/ou leur musculature.

### Aisance dans l’eau et lutte contre la noyade
La natation pratiquée habillée, notamment à une profondeur supérieure à la stature (taille) de la personne, développe une meilleure appréhension du milieu naturel, car l’organisme apprend et mémorise les sensations particulières de la nage habillé : différence de température, gène des vêtements limitant la mobilité des membres, effort physique à réaliser pour se maintenir à flot ou se déplacer… Cela conduit moins de surprise en cas de submersion (chute dans l'eau), y compris tout habillé, c’est-à-dire avec chaussures, blouson, manteau ou autre par-dessus. Et donc à une réduction du stress et de la panique en cas de tél événement, ce qui réduit le risque de noyade en pareille circonstance. Le port de vêtement procure aussi une aide à la flottabilité, par exemple en nouant les jambes d'un pantalon et en les gonflant d'air,.
L'acclimatation ou l'entraînement à la nage habillée fait partie des milieux militaire et survivaliste.
Les enfants et adolescents néerlandais suivent obligatoirement plusieurs formations à la natation habillée au cours de leur cursus scolaire, qui aboutit aux zwemdiplomas de niveaux croissants A, B et C. Ce dernier correspond à une situation hivernale (eau froide). D'autres pays intègrent une formation à la natation de survie au sein de programmes scolaires : Nouvelle-Zélande,… ou des organismes en proposent localement : Canada…